# Voleč
Voleč je obec v okrese Pardubice v Pardubickém kraji. Leží severozápadním směrem dvacet kilometrů od Pardubic a devět kilometrů od Lázní Bohdaneč. Žije zde 384 obyvatel.

## Historie
První písemná zmínka o obci pochází z roku 1398.

## Obyvatelstvo
| Rok            | 1869 | 1880 | 1890 | 1900 | 1910 | 1921 | 1930 | 1950 | 1961 | 1970 | 1980 | 1991 | 2001 | 2011 | 2021 |
| -------------- | ---- | ---- | ---- | ---- | ---- | ---- | ---- | ---- | ---- | ---- | ---- | ---- | ---- | ---- | ---- |
| Počet obyvatel | 441  | 488  | 495  | 478  | 484  | 456  | 425  | 379  | 360  | 361  | 373  | 337  | 309  | 343  | 367  |
| Počet domů     | 61   | 64   | 68   | 74   | 79   | 85   | 90   | 96   | 89   | 87   | 92   | 112  | 114  | 125  | 144  |

## Obecní správa

### Obecní symboly
Znak a vlajka byly obci uděleny rozhodnutím předsedy Poslanecké sněmovny Parlamentu České republiky dne 26. května 2000.